# Tidioute
Tidioute é um distrito localizado no estado norte-americano de Pensilvânia, no Condado de Warren.

## Demografia
Segundo o censo norte-americano de 2000, a sua população era de 792 habitantes.
Em 2006, foi estimada uma população de 739, um decréscimo de 53 (-6.7%).

## Geografia
De acordo com o United States Census Bureau tem uma área de
3,6 km², dos quais 2,9 km² cobertos por terra e 0,7 km² cobertos por água. Tidioute localiza-se a aproximadamente 343 m acima do nível do mar.

## Localidades na vizinhança
O diagrama seguinte representa as localidades num raio de 28 km ao redor de Tidioute.